# Clathria haplotoxa
Clathria haplotoxa är en svampdjursart som först beskrevs av Topsent 1928.  Clathria haplotoxa ingår i släktet Clathria och familjen Microcionidae. Inga underarter finns listade i Catalogue of Life.